# Muerte de Chan Yin-lam
La muerte de Chan Yin-lam refiere al fallecimiento de esta adolescente hongkonesa que desató muchas especulaciones y controversias debido a sus inusuales circunstancias. La muerte de Chan se produjo durante las protestas de Hong Kong de 2019 y dio lugar a especulaciones de los manifestantes antigubernamentales sobre su causa. Lam era una estudiante de 15 años que murió el 19 de septiembre de 2019 o poco después. Su cadáver desnudo fue descubierto flotando en el mar cerca de Yau Tong, área de Hong Kong, el 22 de septiembre de 2019. Tras una autopsia preliminar, la policía afirmó que no había sospechas de juego sucio y que Chan se había suicidado, en parte debido a su conocido historial de enfermedad mental, psicosis, autolesiones e intentos de suicidio. Sin embargo, los manifestantes alegaron que había sido asesinada por las autoridades hongkonesas en relación con su participación en las protestas de Hong Kong de 2019. La investigación del forense concluyó con un veredicto unánime del jurado, después de que el magistrado Ko Wai-Hung descartara tanto el homicidio como el suicidio como posibles causas debido a la falta de pruebas. Los manifestantes afirmaron que el gobierno había orquestado su muerte, en parte debido a la falta de pruebas públicas disponibles sobre su final.

## Antecedentes
Chan Yin-lam, también conocida como Christy Chan, tenía 15 años. Sus padres estaban divorciados. Tenía un pasado familiar «complicado» y un historial de fugas de casa. Antes de su desaparición, había estado alojada en un hogar para chicas.
Estudiaba en el Pok Oi Hospital Tang Pui King Memorial College de Hong Kong y, pocos días antes de su desaparición, había empezado un curso en el Youth College, dependiente del Consejo de Formación Profesional (VTC). También trabajaba a tiempo parcial en el sector de la restauración. Según los medios de comunicación, Chan había ganado premios en competiciones intercolegiales de natación. Había recibido formación regular en submarinismo y en una ocasión fue miembro del equipo de submarinismo.
La muerte de Chan se produjo en el contexto de las protestas de Hong Kong de 2019-2020 y de la creciente desconfianza en el Gobierno y hostilidad hacia la policía. Según sus amigos, aunque Chan había asistido a protestas, la policía confirmó que no había sido detenida durante las mismas.

## Desaparición y muerte
El 19 de septiembre, a las 14:15 horas, Chan dejó a un grupo de amigos en Mei Foo y envió un mensaje a otro grupo de amistades en el que decía que volvía a casa. Fue el último mensaje que envió antes de desaparecer. Tras no volver a contactar con ella, sus amigos publicaron un aviso de desaparición y su familia llamó a la policía el 21 de septiembre. Según las imágenes de vigilancia de la universidad a la que asistía, el 19 de septiembre salió descalza del campus y se dirigió hacia el paseo marítimo, cerca de Tseung Kwan O. Dos días después se denunció su desaparición. Dos días después se denunció su desaparición.
La MTRC (compañía pública de transportes) confirmó que el personal de limpieza de la estación había encontrado un teléfono móvil y material de papelería de Chan en el suelo, cerca de una salida de la estación de Tiu Keng Leng. El personal se puso en contacto con los familiares de Chan, según confirmaron los registros de llamadas del teléfono móvil. Su familiar recogió los objetos perdidos dos días después.

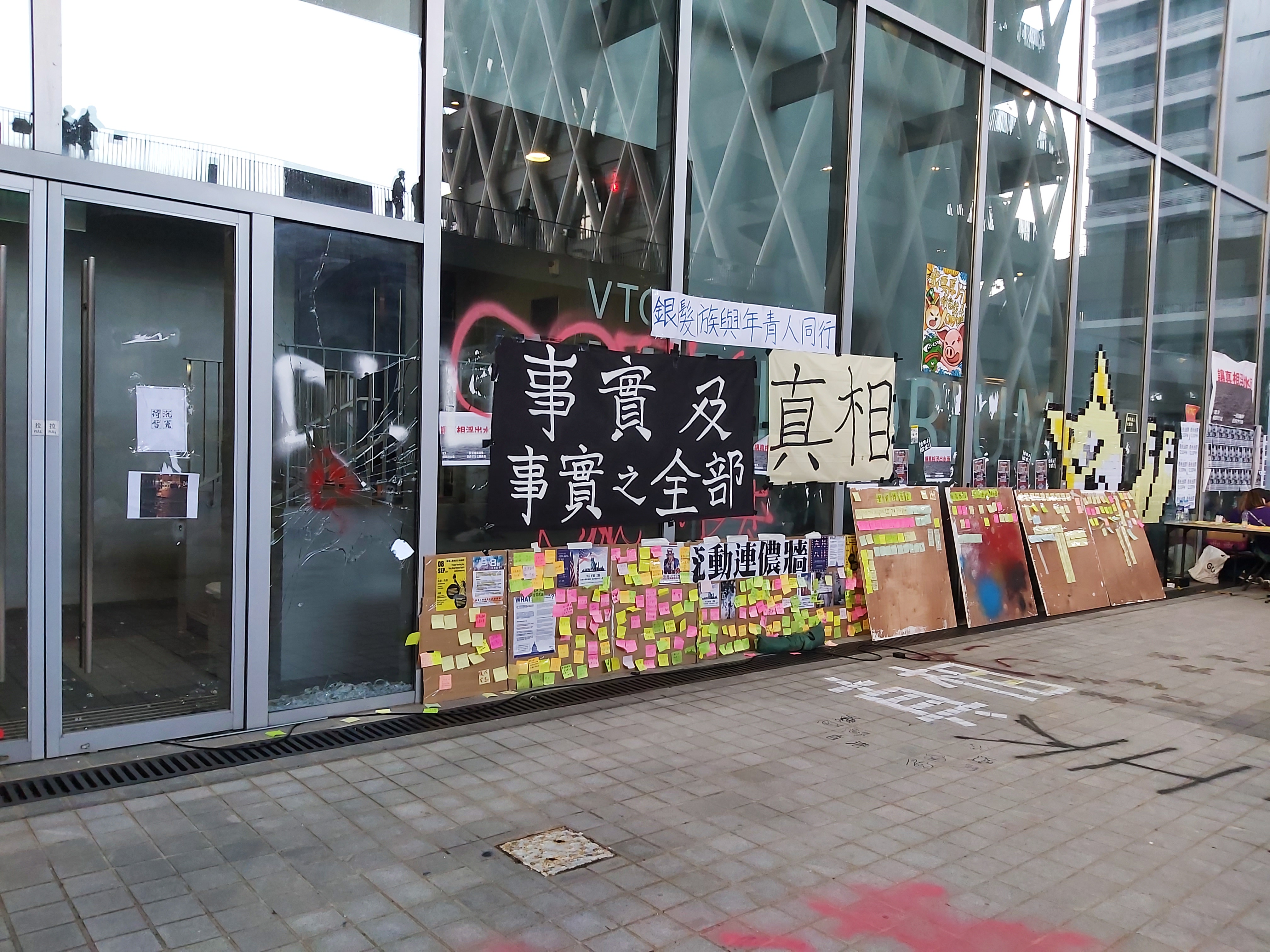
Mural en el Instituto de Diseño de Hong Kong, al que asistía Chan antes de su muerte.

A las 11 de la mañana del 22 de septiembre, un hombre que estaba pescando vio un objeto flotante con forma humana a 100 metros de la costa de Devil's Peak. Se enviaron barcos de la policía de Hong Kong y se descubrió que se trataba del cadáver desnudo de una mujer. En un principio, la policía informó de que la víctima era una mujer de entre 25 y 30 años, de 1,5 m. de estatura, complexión media y pelo largo y rubio. El 9 de octubre, en respuesta a las preguntas de los medios de comunicación, la policía confirmó que el cadáver desnudo pertenecía a Chan, de 15 años.
En un principio, la policía solicitó una orden judicial el 27 de septiembre, alegando que se trataba de un asesinato, pero cambió la calificación a «cadáver hallado» (no sospechoso) varios días después. La entrevista posterior de su madre y la afirmación de la policía de que Chan se había suicidado suscitaron cierto escepticismo: había dudas de que Chan se hubiera suicidado ahogándose, ya que era una nadadora galardonada. Además, la menguante confianza en el gobierno y la policía, y el cambio de denominación hicieron que circularan rumores en las redes sociales. Se rumoreó que la policía y funcionarios del gobierno la habían asesinado por participar en las protestas de Hong Kong de 2019 y que luego habían encubierto su muerte. La policía y el gobierno de Hong Kong han negado estas acusaciones. Mensajes, fotos, memes y vídeos progubernamentales también propagaron afirmaciones infundadas de que fuerzas extranjeras estaban detrás de las manifestaciones.

### Últimas imágenes documentadas
Los alumnos del Instituto de Diseño de Hong Kong, donde estudiaba, exigieron la difusión de las imágenes de vídeovigilancia del 19 de septiembre, fecha en que Chan fue vista por última vez en el campus. El 15 de octubre, tras una sentada, la dirección del campus accedió a las peticiones y difundió algunas imágenes parciales, pero los alumnos descontentos exigieron las imágenes íntegras sin editar con un plazo de 30 minutos. Al no cumplir el plazo, se produjeron actos de vandalismo en las instalaciones de la escuela, se dañaron las cámaras de vigilancia y se activó una alarma de incendios. Posteriormente, el VTC suspendió todas las clases entre el 15 y el 17 de octubre. Desde entonces, el VTC ha hecho públicos otros vídeos de las cámaras de seguridad después de que 200 estudiantes, en medio de la suspensión de las clases, se concentraran en el interior del campus para apoyar un llamamiento en Internet a un boicot indefinido de las clases.
Después de que el Instituto de Diseño divulgara los vídeos de vigilancia y de que la madre de la niña hiciera un llamamiento para que se pusiera fin a las especulaciones sobre la muerte de Chan, los estudiantes siguieron exigiendo la divulgación de imágenes íntegras de las cámaras de vigilancia los días 29 y 30 de octubre. Manifestantes enmascarados acusaron a la escuela de restar importancia a la situación; continuaron dañando instalaciones y equipos del campus durante dos días, y al final hubo que llamar a la policía.
Los rumores en Internet sugerían que la chica de la grabación era una impostora y que había aparecido una actriz encubierta por las autoridades. Para la investigación del juez de instrucción, los familiares, trabajadores sociales y amigos de Chan identificaron a la chica de la grabación como Chan. Ho Yun-loi, su abuelo, confirmó que vio a Chan con la misma ropa la mañana del 19 de septiembre. El jurado del Tribunal de Instrucción aceptó en el veredicto que la chica de la grabación era Chan.

### Cremación
El cuerpo de Chan fue incinerado el 10 de octubre, un día después de que la policía confirmara que el cadáver era el de Chan. Se levantaron sospechas ante la cremación aparentemente precipitada del cuerpo de Chan poco después de la muerte, pero la policía rebatió que el forense había autorizado el proceso. El ex patólogo forense Philip Beh Swan-lip comentó que las circunstancias del hallazgo e incineración del cadáver de Chan eran sospechosas: los descubrimientos de cadáveres completamente desnudos en el mar suelen considerarse sospechosos y requerir investigaciones exhaustivas. Beh coincidió en que el cuerpo de Chan había sido incinerado apresuradamente e instó a la policía a que facilitara más información sobre la autopsia y a que se llevara a cabo una investigación forense.

### Entrevista y acoso a la madre de Chan
En una entrevista concedida a TVB News el 17 de octubre, la madre de Chan, Ho Pui-yee, declaró que, tras ver todas las grabaciones de CCTV pertinentes, creía que la muerte de su hija había sido un suicidio. Dijo que, aunque en un principio sospechó de la muerte, su hija no era emocionalmente estable y que era muy posible que tuviera psicosis, ya que las repetidas alucinaciones auditivas le habían impedido dormir. Afirmó que su hija había participado en junio en la distribución del panfleto de las protestas, pero que en julio ya se había desilusionado. Añadió que desde la muerte de su hija había sido víctima de doxxing, por lo que la acosaban en el trabajo y la llamaban por teléfono a todas horas. Ho rogó a la opinión pública que pusiera fin a las especulaciones y que la dejaran en paz.
En los primeros días tras la muerte de Chan, hubo quien puso en duda la identidad de Ho. Llevaba el pelo largo y una mascarilla quirúrgica en su entrevista televisiva, pero algunas personas en línea señalaron fotos de Facebook de la madre de Chan con el pelo más corto en julio de 2019 para cuestionar la identidad de Ho como madre de Chan. Una prueba de ADN realizada para la investigación del Tribunal Forense el 9 de julio de 2020 verificó la identidad de Ho como madre de Chan. El 24 de agosto de 2020, dos personas fueron detenidas por delitos de orden público después de que una multitud acosara a Ho cuando salía de la audiencia del Tribunal Forense.

## Investigación del tribunal
A finales de agosto y principios de septiembre de 2020 tuvo lugar una investigación forense para esclarecer la causa y las circunstancias de la muerte de Chan Yin-lam.

### Estado mental
La trabajadora social Wong Yin-lai declaró que, en marzo de 2019, Chan intentó asfixiarse con una bolsa de plástico, por lo que fue enviada al Hospital de Tuen Mun, pero Wong lo consideró un intento de escapar del hogar de niñas. El doctor Lam Chi-pang, del Hospital de Tuen Mun, dijo que la joven tenía intenciones de autolesionarse y fue diagnosticada con un trastorno de estrés agudo y trastorno desafiante. El psiquiatra Yeung Yu-hang, del Hospital Castle Peak, que visitó a Chan en el Hospital Tuen Mun después de que dañara las instalaciones del hogar de las niñas el 19 de agosto de 2019, dijo que Chan le reveló que escuchaba dos voces en su cabeza que la culpaban y que por eso empezó a autolesionarse, pero que no quería suicidarse. Lam Chi-pang y la psiquiatra Sarah Theresa Chung también repitieron la misma observación de que Chan no quería suicidarse. Wong recordó que, tras el alta hospitalaria de Chan el 22 de agosto, Chan le dijo que oía voces dentro de su cabeza cuando no dormía bien. Wong también dijo que Chan parecía normal después de tomar sedantes recetados por el hospital, pero que no estaba segura de si Chan había dejado de tomarlos antes de su muerte.
Como testigo experto, la psiquiatra forense Robyn Ho (Ho Mei-yee) dijo que Chan parecía mostrar síntomas de múltiples enfermedades mentales y que sus síntomas (como su estado mental confuso, su comportamiento caprichoso y sus quejas de oír voces inexistentes) sugerían que sufría una fase temprana de psicosis, una afección que conlleva un mayor riesgo de suicidio y puede provocar dificultades de coordinación corporal durante un episodio. También señaló el mayor riesgo de enfermedad mental de Chan debido a sus antecedentes familiares, ya que su padre había estado hospitalizado varias veces durante varios meses seguidos debido a su psicosis. Según Ho, el comportamiento de Chan mostraba signos de un posible brote psicótico en el periodo previo a su muerte.
En el veredicto, el jurado dijo que no podía determinar si Chan presentaba síntomas psicóticos el 19 de septiembre de 2019. Señalaron el fracaso de la Autoridad Hospitalaria en el seguimiento efectivo de los casos de adolescentes con problemas de salud mental, especialmente después de que la investigación escuchara que Chan podría haber desarrollado síntomas psicóticos un mes antes de su muerte.

### Últimas horas
Chiu Kwan-yi, una compañera de clase de Chan, declaró que Chan mostró un comportamiento extraño el último día antes de su desaparición. Chan había vuelto al colegio a las 11 de la mañana y utilizó la mochila de una compañera como almohada para dormir en el suelo del aula, pero se levantó 10 minutos más tarde después de que el profesor y otros compañeros le insistieran repetidamente, y explicó su retraso a Chiu en un mensaje de WhatsApp en el que decía: «Qué miedo. Me he pasado toda la noche despierta y recogiendo cosas. Una locura». Cuando terminó su clase, a la una de la tarde, Chan estuvo limpiando su taquilla del colegio durante media hora y le dijo a Chiu que esa noche volvería al campus de Tseung Kwan O, pero no le dio ninguna razón para ello. Luego, Chan y Chiu fueron juntas a la estación de MTR de Tiu Keng Leng y tomaron un tren, pero Chan se negó a tomar asiento y se sentó en el suelo. Chan no cambió de tren en la estación de Mei Foo, como solía hacer con Chiu, y dijo que no volvería a casa esa tarde.
En WhatsApp, Chan escribió que había ido a la estación de Prince Edward y que había llegado a un centro comercial de Tsim Sha Tsui. El último mensaje de Chan, enviado a las 17:18 horas, era un críptico «Eso está muy mal por vuestra parte», pero Chiu dijo que no entendía lo que significaba. Ho Yun-loi, el abuelo de Chan, dijo que Chan estuvo empaquetando su habitación durante la noche y se quejó de que oía voces que le dificultaban el sueño.
El tribunal escuchó que Chan, como se ve en las imágenes de seguridad, regresó a la estación de Tiu Keng Leng a las 17.40 horas y dejó algunas de sus pertenencias personales, incluido un teléfono móvil, frente a la salida A de la estación antes de marcharse. Chong Lam-kin, oficial de control de la estación, dijo que se enteró de que la madre de Chan estaba fuera de Hong Kong y desconocía el paradero de su hija cuando utilizó el teléfono para llamar a la madre una hora más tarde.
La policía mostró una recopilación de imágenes en las que se veía a Chan, al principio calzada y más tarde descalza, caminando por el Instituto de Diseño de Hong Kong (HKDI) durante 70 minutos, entre las 17:50 y las 19 horas, cuando abandonó el local sin calzado en dirección a una urbanización cercana. En las imágenes se ve a Chan dejando atrás algunas de sus pertenencias; el tribunal supo que algunas se encontraron en un banco de la planta podio del bloque B. Leung Po-yi, funcionario administrativo de HKDI, declaró que las pertenencias de Chan -entre ellas un carné de identidad, un carné de estudiante, un teléfono móvil y una tarjeta Octopus- fueron entregadas esa misma noche. La policía declaró que la tarjeta Octopus pertenecía a otra persona que la había perdido un año antes de la muerte de Chan y que no conocía a Chan. Lee declaró que no se habían encontrado los zapatos de Chan.
Chan Ka-chun, licenciado en HKDI, declaró que vio a Chan deambulando distraídamente sin zapatos en la estación de Tiu Keng Leng sobre las 19:20 horas. Chow Tai-lai, taxista, afirmó que esa noche Chan se subió a su coche y pidió que le llevaran a unas obras junto a la estación de MTR de LOHAS Park, a unos cientos de metros de un paseo marítimo. El jurado no pudo comprobar la veracidad de la declaración de Chow al no haber corroboración, y concluyó que Chan apareció por última vez en el interior de la estación de Tiu Keng Leng después de las 19 horas del 19 de septiembre de 2019.

### Examen del cadáver
Lau Yin-kai, el hombre que descubrió el cuerpo, dijo que él y su hijo habían ido a pescar en una barca a las 10 de la mañana del 22 de septiembre de 2019 cerca del Pico del Diablo, tras lo cual vieron el cuerpo flotando en el agua. El superintendente de la región marina Man Wai-Cheung, que examinó el cuerpo después de que fuera trasladado por aire a una base de la región marina en Sai Wan Ho el 22 de septiembre de 2019, dijo que no encontró lesiones significativas en el cuerpo que pudieran haber causado la muerte. El agente de policía Chan Kwok-Wing dijo que su superior, Man Wai-Cheung, calificó el caso de sospechoso porque el cuerpo estaba completamente desnudo, pero Man negó haber hecho tal calificación, ya que no podía dar una conclusión preliminar sobre las circunstancias de la muerte debido al estado de descomposición del cuerpo y a la falta de lesiones mortales aparentes. Cuando el jurado le preguntó si la ropa de Chan podría haber sido lavada, Man respondió que era posible, ya que la ropa de verano es más ligera.
Los patólogos forenses Lai Sai-Chak y Garrick Li (Li Yuk-Wah), que realizaron la autopsia, declararon que existía una clara posibilidad de que Chan se hubiera ahogado, dada la falta de lesiones mortales aparentes en el cuerpo y los indicios de que el cuerpo estuvo en el agua durante un período considerable, pero concluyeron que la causa de la muerte no podía confirmarse debido a la descomposición del cuerpo. Determinaron que Chan murió en las 24 horas siguientes a su desaparición, el 19 de septiembre de 2019. Creyeron que el cuerpo había estado en el agua durante un periodo considerable, ya que había desprendimiento generalizado y decoloración de la piel de las extremidades. También determinaron que el cuerpo estaba relativamente intacto a pesar de la descomposición, lo que sugiere que Chan no fue objeto de violencia ni agresión sexual antes de su muerte.
Li declaró que el cuerpo no presentaba lesiones mortales ni de defensa propia, y que no había drogas ni veneno en el cuerpo, pero que no se pudo realizar un análisis de sangre para detectar alcohol debido a la descomposición del cadáver. Wai Wing-Kong, químico, no encontró pruebas concluyentes de que Chan hubiera sido agredida sexualmente, ya que no había ADN de otra persona en la vagina ni bajo las uñas. Lee Wing-Man, técnico de laboratorio, declaró que no encontró tejidos en el interior de las uñas de Chan, lo que podría haber indicado una disputa previa a la muerte, pero señaló que también podrían haber sido arrastrados por la corriente marina en caso de haber estado presentes. Hong Yau-Hin, toxicólogo forense, declaró que había llegado a la conclusión de que Chan no había tomado ningún medicamento ni droga en los días previos a su muerte.
Como testigo experto, el profesor de medicina y patólogo forense Philip Beh (Beh Swan-lip) cuestionó la sugerencia de que Chan se hubiera ahogado. Beh dijo que era muy inquietante que el cuerpo estuviera completamente desnudo cuando se descubrió en el agua, ya que la ropa suelta se podía lavar, pero era poco probable que la ropa ajustada, como la ropa interior, se desprendiera de forma natural. Estuvo de acuerdo en que era difícil determinar la forma de la muerte debido a la descomposición del cuerpo, pero señaló que el volumen de fluidos encontrados en los pulmones de Chan era mucho menor e inusualmente desigual en comparación con los casos típicos de ahogamiento. En respuesta, Li dijo que no podía explicar los resultados, pero que sólo podía suponer que un lado de los pulmones contenía más líquido debido a una descomposición más rápida en el otro lado. Beh también dijo que las pruebas de ADN de abuso sexual podrían haberse diluido en el agua. Además, criticó la decisión de los patólogos de no realizar una prueba de diatomeas en el cuerpo, ya que las diatomeas del agua cercana se encontrarían en el cuerpo para determinar si una persona se había ahogado.
El jurado concluyó que Chan murió entre la noche del 19 de septiembre y el día siguiente. También concluyó que se la encontró desnuda porque entró en el agua sin ropa y no porque las fuertes olas hubieran arrastrado la ropa. Recomendó que el Departamento de Sanidad realizara una prueba de diatomeas en los casos en que no pudiera determinarse la causa de la muerte debido a la descomposición del cadáver.

### Veredicto
El magistrado Ko Wai-hung descartó el suicidio y el homicidio como posibles causas de la muerte de Chan por falta de pruebas suficientes. y declaró que no había pruebas de que Chan hubiera sido agredida, guardara rencor o hubiera discutido con nadie, estuviera bajo amenaza de lesiones personales o bajo la influencia de medicamentos o drogas, así como que la intoxicación por una droga no identificada no tenía base en hechos probados. Además, declaró que las pruebas eran incompatibles con el suicidio, citando la norma de la prueba más allá de toda duda razonable. La investigación dio lugar a un veredicto abierto, ya que el jurado fue incapaz de determinar la causa y las circunstancias de la muerte de Chan. Este veredicto fue emitido por unanimidad por el jurado de cinco personas.
Tras el fallo de la investigación, la Policía de Hong Kong dijo que estaba dispuesta a tomar nuevas medidas en el caso e hizo un llamamiento público para que las personas que tuvieran conocimiento del caso se presentaran. Ko ordenó a la policía que retuviera uno de los teléfonos móviles de Chan, un iPhone, durante un año e investigara más a fondo si se obtenían nuevas pruebas del dispositivo; el teléfono se encontró bloqueado, por lo que no se pudieron recuperar datos de él.